# Филиаши
Филиаши (рум. Filiași) — город в Румынии, в жудеце Долж. Расположен в 34 км к северо-западу от города Крайова и в 204 км к западу от Бухареста.
Население по данным переписи 2011 года составляет 16 900 человек; по данным прошлой переписи 2002 года оно насчитывало 18 802 человека. 92,05 % населения составляют румыны, 4,49 % — цыгане.
Динамика численности населения по годам:
| 1977   | 1992   | 2002   | 2011   |
| ------ | ------ | ------ | ------ |
| 14 294 | 18 692 | 18 802 | 16 900 |